# Oecanthus tenuis
Oecanthus tenuis är en insektsart som beskrevs av Walker, F. 1869. Oecanthus tenuis ingår i släktet Oecanthus och familjen syrsor. Inga underarter finns listade i Catalogue of Life.